# 风神熊属
风神熊属（学名：Huracan，意指其四肢修长，擅长奔跑）是生存于新近纪的一类已灭绝的大熊猫，其化石发现于北美和东亚。与它们的以竹子为主食的现代近亲大熊猫不同，风神熊属是一类高度食肉的熊。

## 历史
风神熊属的标本最初被归类为与之相关的郊熊属。亨特（Hunt）于1998年注意到舒氏郊熊（Agriotherium schneideri）和旧大陆同属物种之间的裂齿结构存在差异，但舒氏郊熊和印度熊属之间有很多相似之处。2019年描述的亨氏郊熊进一步支持了这一观点，该研究的作者对郊熊族标本进行了全面分析，以评估其分类学地位。

## 系统分类学
当江左其杲等人于2023年进行系统发育学分析时，他们发现印度熊属与包含风神熊属和郊熊属的支系是同源的。

### 物种

#### 舒氏风神熊
模式种舒氏风神熊于1916年由塞拉次（Sellards）根据发现于佛罗里达州哈迪县和波尔克县上博尼谷的化石材料中进行描述。主要的正模标本是下颌骨（USNM 8838），但此后在该地区以及美国南部和墨西哥部分地区的其他地点发现了该物种的其他材料。其短而小的前臼齿和臼齿明显与郊熊属的其他物种不同。

#### 科氏风神熊
达尔奎斯特（Dalquest）于1986年根据在得克萨斯州采石场发现的标本描述了科氏风神熊。正模标本（MWSU 12147）是保留了一些臼齿的部分下颌骨。该物种的所有标本最初都被归类为舒氏郊熊的标本，尽管科氏风神熊相较于舒氏风神熊拥有更大、更长的前臼齿和臼齿。

#### 邱氏风神熊
邱氏风神熊是江左等人于2023年描述的一个新种。正模标本（HMV 2005）是发现于王家山化石产地（Wangjiashan fossil locality）的一个几乎完整的头骨。该物种与科氏风神熊和舒氏风神熊的不同之处在于，它不是高度特化的食肉动物，前臼齿更发达，第一和第二臼齿更长。邱氏风神熊的头骨也窄得多。

#### 其它可能的种
根据臼齿的整体相似性，两种郊熊类，罗夫莱斯郊熊和旁遮普印度熊也可能属于风神熊属。当旁遮普印度熊这一分类有效时，它是郊熊属–风神熊属分支的姐妹群。